# Lagynogaster vitalisiana
Lagynogaster vitalisiana är en tvåvingeart som beskrevs av Frey 1937. Lagynogaster vitalisiana ingår i släktet Lagynogaster och familjen rovflugor.
Artens utbredningsområde är Laos. Inga underarter finns listade i Catalogue of Life.